# شتوسن
اشتوسن (بالألمانية: Stößen) هي بلدة ألمانية تقع في ألمانيا في ساكسونيا أنهالت. يقدر عدد سكانها بـ 1,036 نسمة .